# Mistrzostwa Ameryki Południowej Juniorów Młodszych w Lekkoatletyce 2014
22. Mistrzostwa Ameryki Południowej Juniorów Młodszych w Lekkoatletyce – zawody lekkoatletyczne dla sportowców, którzy nie ukończyli 18 lat, które odbywały się w Cali od 28 do 30 listopada 2014 roku. Organizatorem zawodów była Południowoamerykańska Konfederacja Lekkoatletyczna.

## Rezultaty
| Konkurencja:                         | 1. miejsce              | Rezultat  |
| Bieg na 100 m                        | Johnny Rentería         | 10,61     |
| Bieg na 200 m                        | Arturo Deliser          | 21,11     |
| Bieg na 400 m                        | Jason Yaw               | 46,79     |
| Bieg na 800 m                        | Luis Pires              | 1:55,68   |
| Bieg na 1500 m                       | Rodrigo Valerio Silva   | 3:59,17   |
| Bieg na 3000 m                       | Daniel do Nascimento    | 8:30,85   |
| Bieg na 110 m przez płotki (91,4 cm) | Diego del Mónaco        | 13,55     |
| Bieg na 400 m przez płotki (84 cm)   | Mikael Antonio de Jesús | 51,77     |
| Bieg na 2000 m z przeszkodami        | Diego Patricio Arévalo  | 6:01,67   |
| Chód na 10 000 m                     | César Rodríguez         | 42:39,06  |
| Skok wzwyż                           | Danilo Cardoso          | 2,09      |
| Skok o tyczce                        | Bruno Germano Spinelli  | 5,00      |
| Skok w dal                           | Anderson dos Reis       | 7,25      |
| Trójskok                             | Vitor Centeno           | 15,03     |
| Pchnięcie kulą (5 kg)                | Josiel de Souza         | 17,67     |
| Rzut dyskiem (1,5 kg)                | José Miguel Ballivian   | 53,94     |
| Rzut młotem (5 kg)                   | Xavier Colmenares       | 69,37     |
| Rzut oszczepem (700 g)               | Pedro Luiz Barros       | 68,82     |
| Dziesięciobój (juniorów młodszych)   | Andy Preciado           | 7007 pkt. |

| Konkurencja:                         | 1. miejsce              | Rezultat  |
| Bieg na 100 m                        | Evelin Rivera           | 11,72     |
| Bieg na 200 m                        | Evelin Rivera           | 23,93     |
| Bieg na 400 m                        | Jimena Copara           | 54,83 NR  |
| Bieg na 800 m                        | Johana Patricia Arrieta | 2:10,64   |
| Bieg na 1500 m                       | Valeria Cornejo         | 4:41,94   |
| Bieg na 3000 m                       | Ruth Clarita Cjuro      | 10:01,73  |
| Bieg na 100 m przez płotki (76,2 cm) | Maribel Caicedo         | 13,49     |
| Bieg na 400 m przez płotki           | Clara Marín             | 61,21     |
| Bieg na 2000 m z przeszkodami        | Karen Luz Olivera       | 7:12,85   |
| Chód na 5000 m                       | Karla Jaramillo         | 23:38,83  |
| Skok wzwyż                           | María Fernanda Murillo  | 1,78      |
| Skok o tyczce                        | Robeilys Peinado        | 4,00      |
| Skok w dal                           | Leticia Melo            | 6,13      |
| Trójskok                             | Nagyla Rentería         | 12,94     |
| Pchnięcie kulą (3 kg)                | Gincer Quintero         | 15,68     |
| Rzut dyskiem                         | Ailén Armada            | 42,60     |
| Rzut młotem (3 kg)                   | Mayra Gaviria           | 64,94 NYR |
| Rzut oszczepem (500 g)               | Estefany Chacón         | 51,87     |
| Siedmiobój (juniorek młodszych)      | Jennifer Canchingre     | 5059 pkt. |